# Chris Botti
Chris Botti (Portland, Oregón, 12 de octubre de 1962) es un trompetista y compositor estadounidense de jazz y smooth jazz, cuyos discos han sido nominados varias veces para los Premios Grammy, y que ha logrado, con tres de ellos, alcanzar el puesto #1 en las listas de ventas de jazz de Billboard Top 200.

## Historial
Botti abandonó la universidad, para realizar una breve gira acompañando a Frank Sinatra y Buddy Rich.  En 1985, se traslada a Nueva York donde trabaja de músico de sesión.
En 1990, comienza una larga relación de colaboraciones, en discos y conciertos, con Paul Simon. En esa misma época, trabaja también con Aretha Franklin, Natalie Cole, Bette Midler, Joni Mitchell, Natalie Merchant, Scritti Politti, Roger Daltrey y otros cantantes. Entre 1995 y 2000, realiza una serie de grabaciones con el sello Verve, como líder, incluyendo colaboraciones de artistas como Sting y The Brecker Brothers. En este periodo, entra a formar parte del grupo "Bruford Levin Upper Extremities", una banda de jazz fusión, y compone la banda sonora de "Caught" (1996). En 1999, se incorpora a la banda de Sting, para su gira "Brand New Day".
Bobby Colomby (batería fundador de Blood, Sweat & Tears), lo pondrá en relación con la compañía Columbia Records, convirtiéndose además en su mánager y productor, publicando el primer disco en la nueva compañía, en 2001. Tres de sus discos, obtendrán importantes ventas, dentro del estilo smooth jazz.

## Discografía

### En el sello Verve
- First Wish (1995)
- Midnight Without You (1997)
- Slowing Down the World (1999)

### En Columbia Records
- Night Sessions (2001)
- The Very Best of Chris Botti (2002)
- December (2002)
- A Thousand Kisses Deep (2003)
- When I Fall in Love (2004)
- To Love Again: The Duets (2005)
- Live: With Orchestra and Special Guests (2006)
- Italia (2007)
- Chris Botti in Boston (2009)
- This Is Chris Botti (2011)
- Impression (2012)